# Mađare (Orahovac)
Pour les articles homonymes, voir Mađare.
Maxharë en albanais et Mađare en serbe latin (en serbe cyrillique : Мађаре) est une localité du Kosovo située dans la commune/municipalité de Rahovec/Orahovac et dans le district de Prizren/Prizren. Selon le recensement kosovar de 2011, elle compte 419 habitants, dont une majorité d'Albanais.
Selon le découpage administratif du Kosovo, la localité fait partie de la commune/municipalité de Malishevë/Mališevo. Le village est également connu sous le nom albanais de Maxharrë.

## Démographie

### Évolution historique de la population dans la localité
| 1948 | 1953 | 1961 | 1971 | 1981 | 1991 | 2011 |
| ---- | ---- | ---- | ---- | ---- | ---- | ---- |
| 124  | 136  | 170  | 246  | 305  | 380  | 419  |

|  |